# Иван Несторов (музикант)
Иван Александров Несторов е български музикант и бас китарист.

## Биография
Роден е на 27 ноември 1967 г. в София, България. Започва да свири на бас китара на 13-годишна възраст. За пръв път на сцена е през 1985 г. с група „Хелиос“.
Началото на непрофесионалната му кариера е през 1990 – 1991 г., с трашметъл групата „Таран“. През 1992 – 1993 г. се присъединява към „Херман'с Улф Бенд“. Професионалната му кариера започва през 1994 г. с групата „Пауър Степс“ в българските клубове за жива музика.
През годините свири с едни от най-известните български групи и изпълнители, като: „Херманс Улф Бенд“, „Епизод“, „Клас“, „Атлас“, Графа, „Сленг“, Косара Марчинкова, „Попкорн“, Кембълът, Венци Дреников, Ники Танков, „Мания“, Тони, „Акустика“ и др., участва като музикант и гост музикант в множество студийни проекти.
От 2015 г. е преподавател по бас китара и китара в Drago Drums School.